# Bjännmyren
Bjännmyren este o arie protejată (sit de importanță comunitară — SCI) din Suedia întinsă pe o suprafață de 18,28 ha, integral pe uscat.

## Localizare
Centrul sitului Bjännmyren este situat la coordonatele 63°03′14″N 14°46′28″E / 63.053993°N 14.774565°E.

## Înființare
Situl Bjännmyren a fost declarat sit de importanță comunitară în septembrie 2021 pentru a proteja un număr necunoscut de specii din flora spontană și fauna sălbatică aflate în arealul zonei.

## Biodiversitate
Situată în ecoregiunea boreală, aria protejată conține 1 habitat natural: Taiga vestică.
La baza desemnării sitului se află un număr nedeclarat de specii protejate.